# Simon Rouse
Simon Rouse (Heaton, Bradford, 24 juni 1951) is een Engelse acteur. Hij is vooral bekend voor zijn rol als DCI Jack Meadows in de politieserie The Bill.
In 1982 speelde Rouse de rol van Colin Bayliss in de serie Play for Tomorrow, de spin-off van Play for Today. In hetzelfde jaar was Rouse gastacteur in Doctor Who, waar hij in het verhaal Kinda de rol van Hindle speelde.
Later speelde hij Detective Sergeant Vernon Cooper in Operation Julie, een drie uur durende verfilming van een drugsbrigade. Daarnaast verscheen Rouse in verschillende populaire Engelse soaps en dramaseries als gastacteur, waaronder Casualty, Coronation Street, Boon.
Rouse verscheen voor het eerst in The Bill in 1990, als Detective Superintendent Jack Meadows, maar wegens corruptie van een van zijn onderofficieren werd zijn personage Meadows gedegradeerd tot Detective Chief Inspector. Vanaf 1992 is Meadows een vast personage in de serie.